# BH Tennis Open International Cup 2002
Il BH Tennis Open International Cup 2002 è stato un torneo di tennis facente parte della categoria ATP Challenger Series nell'ambito dell'ATP Challenger Series 2002. Il torneo si è giocato a Belo Horizonte in Brasile dal 29 luglio al 4 agosto 2002 su campi in cemento.

## Vincitori

### Singolare
Ricardo Mello ha battuto in finale  Alexandre Simoni con il punteggio di 6–3, 6–3

### Doppio
Daniel Melo /  Marcelo Melo hanno battuto in finale  Denis Golovanov /  Michael Joyce con il punteggio di 6–3, 6–4